# دانته ۲۹۹۹

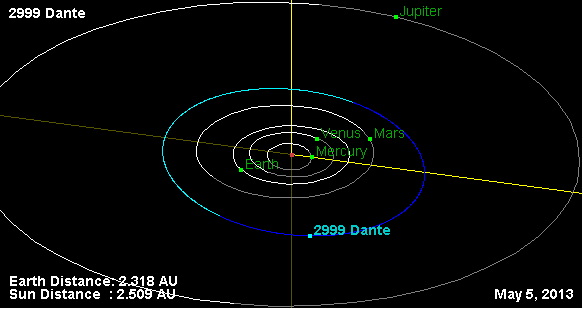
نمایی از محل سیارک ۲۹۹۹ در مدار - ۲۰۱۳

سیارک ۲۹۹۹ (به انگلیسی: 2999 Dante، نامگذاری:1981CY) دو هزار و نهصد و نود و نهمین سیارک کشف شده‌است که در ۶ فوریه ۱۹۸۱ کشف شد.
قدر مطلق سیارک برابر ۱۳٫۴۰ است.